# 羅伯特·C·奧布萊恩
罗伯特·查尔斯·奥布莱恩（1966年6月18日—）是美国一名律師出身的政治人物，曾擔任美國國家安全顧問、美国人质事务总统特使、美国陆军预备役法官辩护将军军团的少校，在私人执业期间，他还为布什、奥巴马和特朗普政府担任任命职位，同時也是洛杉矶精品律师事务所 Larson O'Brien LLP 的合伙人，以及現任華府智庫「全球台灣研究中心」（GTI）美台工作小組主席。

## 經歷

### 早年和教育
奥布莱恩出生于洛杉矶，就读于加利福尼亚州圣罗莎的纽曼红衣主教高中。1988年，他在加州大学洛杉矶分校获得政治学学士学位，1991年在加州大学伯克利分校法学院获得法学博士学位。1987年，他在南非自由州大学学习。1991年，他被加州律师事务所录取。

### 律師執業
1996至1998年，奥布莱恩在瑞士日内瓦的联合国安全理事会赔偿委员会担任法律干事，该委员会审查和处理了1990-91年伊拉克入侵和占领科威特造成的索赔。
奥布莱恩在加州担任全国性律师事务所 Arent Fox LLP 的执行合伙人长达七年。在此期间，他把加州的办公室从10个律师增加到110多个。他在许多引人注目的案件中代表巴兹·奥尔德林，并在康菲石油公司发起的诉讼中代表东帝汶民主共和国。
在MGA诉美泰案（MGA v. Mattel）中，奥布莱恩是联邦法院任命的“发现大师”（Discovery Master）。奥布莱恩还担任联邦法院任命的发现大师，处理最近达成和解的美国诉麦格劳-希尔公司（United States v. McGraw-Hill Companies, Inc.）和标准普尔金融服务公司（Standard & Poor's Financial Services Inc.）案。
2014年6月，在古巴关塔那摩湾举行的9·11事件主谋哈立德·谢赫·穆罕默德审前听证会上，奥布莱恩是太平洋国际政策委员会的文职观察员。他曾在国际共和研究所（International Republican Institute）的代表团中任职，观察格鲁吉亚共和国2013年的总统选举和乌克兰2014年议会选举。
奥布莱恩是洛杉矶精品律师事务所 Larson O 'Brien LLP 的创始合伙人之一，该事务所成立于2016年1月，合伙人还有前联邦法官斯蒂芬·拉尔森。

### 小布什和奥巴马政府

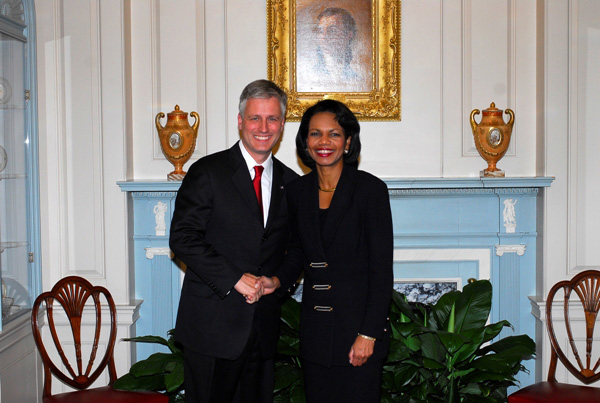
2007年，奥布莱恩和康多莉扎·赖斯合影

在2005-06年期间，奥布莱恩被小布什总统提名为联合国大会第60届会议的美国候补代表。他在大会上就巴勒斯坦问题发言，并代表美国出席了大会审议《关于国际恐怖主义的全面公约》的第六委员会。
奥布莱恩曾担任美国国务院阿富汗司法改革公私伙伴关系的联合主席，该伙伴关系于2007年12月启动，通过培训法官、检察官和辩护律师，在阿富汗“促进法治”。在奥巴马政府的第一届任期内，他继续担任这一角色。
2008年7月31日，布什总统宣布，他打算任命奥布莱恩为他的政府文化财产咨询委员会成员，任期三年，任期于2011年4月25日届满。
2016年，他曾为泰德·克魯茲的总统竞选担任顾问，期间他声称“很明显，弗拉基米尔·普京就是不喜欢希拉里·克林顿，他将尽自己所能帮助唐纳德·特朗普。”

### 川普政府

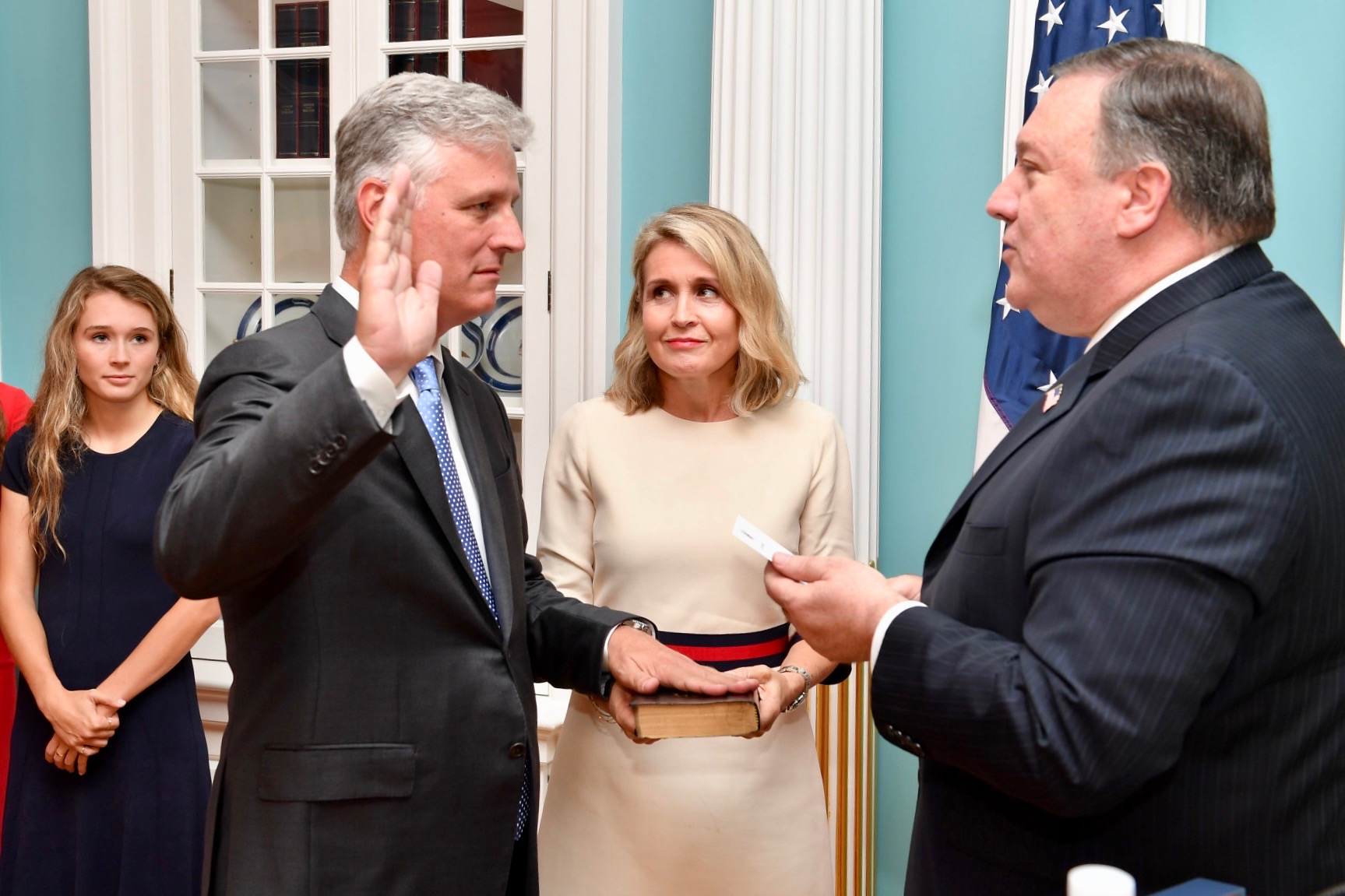
奥布莱恩于2018年宣誓就任总统人质事务特使

2017年，唐纳德·特朗普政府考虑让奥布莱恩担任海军部长。《橘子郡纪事报》编辑委员会支持奥布莱恩担任这一职务，并表示，“他是确保美国继续在全球占据主导地位的理想人选——在某种程度上符合当前的国家情绪和我们持久的国家价值观。”
2018年5月10日，特朗普总统任命奥布莱恩为总统人质事务特使。一年后他被授予大使的头衔。
奥布莱恩于2019年9月18日就任美国第28任国家安全顾问。特朗普总统任命奥布莱恩接替当月早些时候辞职的约翰·博尔顿。
2020年3月11日，奥布莱恩在传统基金会举办的一场活动上说批评中国政府隐瞒新冠肺炎疫情称：“如果中国最初不隐瞒疫情，不禁止医生讲话，世界对疫情的应对可能会提前两个月。在那两个月中，如果我们能够对病毒进行测序，从中国那里得到必要的合作，世界卫生组织团队到达现场，像我们提议的那样，让美国疾控中心团队进入现场，我们原本可以大大削减在中国发生的病例，以及现在正在世界各地发现的病例”。
中國制裁
2021年1月21日，中華人民共和國外交部宣布對28名美國人及其親屬實施制裁，奧布萊恩是其中1人。

### 其他
2011年10月，奥布莱恩被任命为米特·罗姆尼顾问团队的国际组织工作组联席主席。2015年5月，他成为威斯康星州州长斯考特·沃克总统竞选团队的外交政策和国家安全事务顾问。
2023年3月21日，以全球台灣研究中心美台關係工作小組主席身份率團訪問臺灣，並晉見總統蔡英文，因過去協助推動多項臺美關係發展而獲頒特種大綬景星勳章。

## 个人生活
奥布莱恩出生时是天主教徒，20多岁时受洗加入了耶稣基督后期圣徒教会。在被任命为特朗普总统的国家安全顾问后，他成为美国政府当代最高级别的耶穌基督後期聖徒教會（外號摩爾門教）的成員。
白宮證實奧布萊恩在一次家庭聚會後受感染2019冠狀病毒病，成為當時受感染的美國最高級別官員。

## 著作
奥布莱恩是2016年出版的《沉睡的美国：恢复美国在危机中的领导地位》一书的作者。丹尼尔·伦德在《外交政策》中写道：“《沉睡的美国》相当于2016年理查德·尼克松的《真正的战争》。”他总结了奥布莱恩的观点:
|  | 罗伯特写的一系列信念和假设我也这么想：深信美国例外论，和平来自实力，美国与盟国合作时更强，因为对盟国而言美国是一个可信赖的朋友，来自美国的人民的伟大之所在，尊重传统和法治，我们是好人，有一些坏人。 |

在国会山，退休的职业外交官巴特·马科斯写道，“如果你想知道候任总统唐纳德·特朗普的外交政策将受到什么样的趋势和事件的推动，你需要阅读罗奥布莱恩的著作《沉睡的美国》。”
该书广泛批评了奥巴马政府的安全和外交政策。

## 荣誉

### 外国勋章奖章
- 特种大绶景星勋章（中华民国，2023年3月21日批准[30]）